# Jan Ekrt
Jan Ekrt (* 5. září 2004, Louny) je český hokejový útočník hrající za tým HC Kometa Brno v Tipsport extralize.

## Statistiky

### Klubové statistiky
| Sezóna      | Klub                    | Soutěž      |    | Základní část | Základní část | Základní část | Základní část | Základní část |   | Play off | Play off | Play off | Play off | Play off |
| Sezóna      | Klub                    | Soutěž      | Z  | G             | A             | B             | TM            | Z             | G | A        | B        | TM       |          |          |
| 2021/22     | HC Energie Karlovy Vary | ČHL-20      | 13 | 1             | 3             | 4             | 4             | —             | — | —        | —        | —        |          |          |
| 2021/22     | Piráti Chomutov         | ČHL-20      | 25 | 14            | 13            | 27            | 6             | —             | — | —        | —        | —        |          |          |
| 2021/22     | Piráti Chomutov         | KLLH        | 1  | 1             | 1             | 2             | 0             | —             | — | —        | —        | —        |          |          |
| 2021/22     | HC Děčín                | 2. ČHL      | 3  | 1             | 2             | 3             | 0             | —             | — | —        | —        | —        |          |          |
| 2022/23     | HC VERVA Litvínov       | ČHL-20      | 48 | 19            | 18            | 37            | 16            | —             | — | —        | —        | —        |          |          |
| 2022/23     | Piráti Chomutov         | 2. ČHL      | 14 | 1             | 1             | 2             | 0             | 6             | 0 | 1        | 1        | 0        |          |          |
| 2023/24     | HC Kometa Brno          | ČHL-20      | 46 | 23            | 41            | 64            | 6             | 15            | 7 | 6        | 13       | 2        |          |          |
| 2023/24     | HC Kometa Brno          | ČHL         | 15 | 1             | 3             | 4             | 0             | —             | — | —        | —        | —        |          |          |
| ČHL celkově | ČHL celkově             | ČHL celkově | 15 | 1             | 3             | 4             | 0             | —             | — | —        | —        | —        |          |          |